# Нэнмён
Нэнмён (кор. 냉면?, 冷麵?) — в корейской кухне холодное куксу (лапша) с водой, разбавленной с соевым соусом и горчицей. Также содержит овощи, яйцо и отварное мясо.
Название переводится с корейского языка как «холодная лапша».

## Блюдо
Две основных разновидности — муль нэнмён (물냉면) и пибим нэнмён (비빔냉면). Первая разновидность — холодный суп с лапшой и кусочками мяса (обычно говядиной). Вторая разновидность больше похожа на салат, заправленный пастой из красного перца (кочхуджаном). Существуют также менее распространённые вариации:
- Хве нэнмён (회냉면): нэнмён с сырой рыбой.
- Ёльму нэнмён (열무냉면): нэнмён с квашеной редькой.